# Kiskunfélegyháza
Kiskunfélegyháza é uma cidade da Hungria, situada no condado de Bács-Kiskun. Tem 256,3 km² de área e sua população em 2019 foi estimada em 29.306 habitantes.